# Armenischer Fußballpokal 2007
Der armenische Fußballpokal 2007 war die 16. Austragung des Pokalwettbewerbs in Armenien.
14 Mannschaften nahmen teil. Der FC Banants Jerewan gewann zum zweiten Mal den Pokal. Im Finale wurde der FA Ararat Jerewan mit 3:1 nach Verlängerung besiegt. Banants nahm am UEFA-Pokal teil. Der Pokalverteidiger MIKA Aschtarak und Meister FC Pjunik Jerewan hatten für das Achtelfinale ein Freilos.

## Modus
Der Pokal wurde in vier Runden ausgetragen. Bis zum Halbfinale wurden die Sieger in Hin- und Rückspiel ermittelt. Bei Torgleichstand entschied zunächst die Anzahl der Auswärts erzielten Tore, danach eine Verlängerung, wurde in dieser nach zweimal 15 Minuten keine Entscheidung erreicht, folgte ein Elfmeterschießen, bis der Sieger ermittelt war. Das Finale wurde in einem Spiel in Jerewan ausgetragen.

## Achtelfinale
| Datum             |                     | Gesamt |                      | Hinspiel | Rückspiel |
| ----------------- | ------------------- | ------ | -------------------- | -------- | --------- |
| 21.03./31.03.2007 | FC Schirak Gjumri   | 3:0    | MIKA Aschtarak 2     | 2:0      | 1:0       |
| 21.03./01.04.2007 | FC Banants Jerewan  | 8:1    | FC Dinamo Jerewan    | 5:0      | 3:1       |
| 21.03./01.04.2007 | FC Pjunik Jerewan 2 | 0:3    | FA Ararat Jerewan    | 0:2      | 0:1       |
| 22.03./31.03.2007 | FC Kilikia Jerewan  | 7:4    | FC Banants Jerewan 2 | 3:2      | 4:2       |
| 22.03./31.03.2007 | FA Ararat Jerewan 2 | 0:4    | FC Ulisses Jerewan   | 0:2      | 0:2       |
| 22.03./31.03.2007 | Gandsassar Kapan    | 1:2    | Bentonit Idschewan   | 1:0      | 0:2       |

## Viertelfinale
| Datum             |                    | Gesamt |                    | Hinspiel | Rückspiel |
| ----------------- | ------------------ | ------ | ------------------ | -------- | --------- |
| 05.04./10.04.2007 | FC Banants Jerewan | 11:20  | FC Kilikia Jerewan | 5:1      | 6:1       |
| 05.04./10.04.2007 | MIKA Aschtarak     | 5:2    | FC Schirak Gjumri  | 4:1      | 1:1       |
| 06.04./10.04.2007 | FC Pjunik Jerewan  | 8:2    | Bentonit Idschewan | 4:0      | 4:1       |
| 06.04./10.04.2007 | FA Ararat Jerewan  | 4:1    | FC Ulisses Jerewan | 2:0      | 2:1       |

## Halbfinale
| Datum             |                    | Gesamt |                   | Hinspiel | Rückspiel |
| ----------------- | ------------------ | ------ | ----------------- | -------- | --------- |
| 18.04./01.05.2007 | FA Ararat Jerewan  | 2:1    | FC Pjunik Jerewan | 1:0      | 1:1       |
| 18.04./01.05.2007 | FC Banants Jerewan | 2:1    | MIKA Aschtarak    | 1:0      | 1:1       |

## Finale
| FC Banants Jerewan                                                  | FC Banants Jerewan | FA Ararat Jerewan | FA Ararat Jerewan |
| ------------------------------------------------------------------- | --- | --- | ----------------- |
| FC Banants Jerewan                                                  | \| 9. Mai 2007 in Wasken Sarkissjan Republikanisches Stadion (Jerewan) \| \| Ergebnis: 3:1 n. V. (1:1, 0:1) \| \| Zuschauer: 6.000 \| \| Schiedsrichter: Karen Nalbandjan \| | \| 9. Mai 2007 in Wasken Sarkissjan Republikanisches Stadion (Jerewan) \| \| Ergebnis: 3:1 n. V. (1:1, 0:1) \| \| Zuschauer: 6.000 \| \| Schiedsrichter: Karen Nalbandjan \| | FA Ararat Jerewan |
| FC Banants Jerewan                                                  | Nenad Radaca – Jegische Melikjan , Howhannes Grigorjan, Andrej Tscherewko, Karen Simonjan – Aschot Grigorjan, Ararat Arakeljan, Romeo Dschenebjan, Roman Butenko (46. Semjon Muradjan, 118. Eduard Kakosjan) – Arsen Balabekjan (67. Aram Bareghamjan), Samwel Melkonjan Cheftrainer: Jan Poštulka ( Tschechien) | Garnik Hovhannisjan – Hrajr Mkojan Wahagn Minasjan, Hovhannes Harutjunjan, Renato de Moraes (78. Wahe Mehrabjan) – Artur Minasjan , Artur Petrosjan, Artur Woskanjan, Gagik Simonjan – Harutjun Hovhannisjan (61. Sergej Erzrumjan), Marcos Pizzelli (71. Nschan Erzrumjan) Cheftrainer: Waruschan Sukiasjan | FA Ararat Jerewan |
| FC Banants Jerewan                                                  | 1:1 Semjon Muradjan (80.) 2:1 Aram Bareghamjan (108.) 3:1 Semjon Muradjan (117.) | 0:1 Marcos Pizzelli (33.) | FA Ararat Jerewan |
| FC Banants Jerewan                                                  | Roman Butenko, Samwel Melkonjan, Jegische Melikjan | Renato de Moraes, Harutjun Hovhannisjan | FA Ararat Jerewan |
| FC Banants Jerewan                                                  | Hovhannes Harutjunjan | | FA Ararat Jerewan |
| FC Banants Jerewan                                                  | Aschot Grigorjan | Nschan Erzrumjan | FA Ararat Jerewan |
| 9. Mai 2007 in Wasken Sarkissjan Republikanisches Stadion (Jerewan) | | |                   |
| Ergebnis: 3:1 n. V. (1:1, 0:1)                                      | | |                   |
| Zuschauer: 6.000                                                    | | |                   |
| Schiedsrichter: Karen Nalbandjan                                    | | |                   |